# Louis-Claude Daquin
Louis-Claude Daquin (o d'Acquin), (4 de julio de 1694 – 15 de junio de 1772) fue un compositor francés de raíces judías del período barroco. Fue un virtuoso del clavecín y el órgano.

## Biografía
Louis-Claude Daquin nació en París, en una familia judía convertida procedente de Carpentras, Italia (donde su nombre era D'Acquino). Uno de sus familiares fue profesor de hebreo en el Collège de France. Daquin fue un niño prodigio musical. Tocó para la corte del rey Luis XIV, a la edad de seis años. Durante un tiempo fue alumno de Louis Marchand. A la edad de 12 años, se convirtió en organista en la Sainte-Chapelle y al año siguiente tuvo un puesto similar en la Iglesia del Petit St Antoine.
En lo sucesivo a Daquin nunca le faltó trabajo como organista. En 1727 fue nombrado organista en la Iglesia de San Pablo, en París, venciendo a Jean-Philippe Rameau, quien también era candidato. Cinco años más tarde sucedió a su maestro Louis Marchand como organista en la Iglesia del Club de les Cordeliers. En 1739 fue nombrado organista del rey. En 1755 fue nombrado organista titular de la Catedral de Notre-Dame de París , sucediendo a Antoine Calvière.
Por su reputación de intérprete deslumbrante en el teclado, Daquin fue cortejado por la aristocracia y su gran experiencia en el órgano atrajo a grandes multitudes a escucharlo. Fue conocido por su «decidida precisión y uniformidad» en el clavecín y órgano.

## Composiciones
A la edad de ocho años, llevó a cabo su propio trabajo coral Beatus Vir.
La música superviviente de Daquin incluye cuatro suites de clavecín, un noëls de livre de Nouveau para órgano y clavecín (configuración de las pastorales de la Navidad, que incluyen algunas de sus improvisaciones de clavecín), una cantata y un aire à boire. Entre las más famosos de sus obras están el suizo Noel (Suisse de Noël, Nº XII de su libro de Nouveau) y Le coucou ("el cuco"), que es de su suite de clavecín de 1735.
Entre las innovaciones técnicas, sus cadencias de Trois para clavecín contiene un trino triple.